# Harpactorinae
Harpactorinae is een onderfamilie van roofwantsen. De familie werd voor het eerst wetenschappelijk beschreven door Amyot & Audinet-Serville in 1843.

## Taxonomie
De familie bevat de volgende geslachten:

- Tribus: Apiomerini Amyot & Audinet-Serville, 1843
  - Agriocleptes Stål, 1866
  - Agriocoris Stål, 1866
  - Amauroclopius Stål, 1868
  - Apicrenus Maldonado Capriles, Santiago-Blay & Poinar, 1993
  - Apiomerus Hahn, 1831
  - Beharus Amyot & Serville, 1843
  - Calliclopius Stål, 1868
  - Foucartus Berenger, 2006
  - Heniartes Spinola, 1840
  - Manicocoris Stål, 1866
  - Micrauchenus Amyot & Serville, 1843
  - Ponerobia Amyot & Serville, 1843
  - Sphodrolestes Stål, 1866
- Tribus: Diaspidiini Miller, 1959
  - Cleontes Stål, 1874
  - Diaspidius Westwood, 1837
  - Rodhainiella Schouteden, 1913
- Tribus: Dicrotelini Stål, 1859
  - Arrilpecoris Malipatil, 1988
  - Asiacoris Tomokuni & Cai, 2002
  - Asiocoris Tomokuni & Cai, 2002
  - Barlireduvius Malipatil, 1988
  - Dicrotelus Erichson, 1842
  - Henricohahnia Breddin, 1900
  - Hsiaotycoris Lü, Zhao & Cai, 2006
  - Karenocoris Miller, 1954
  - Karlacoris Malipatil, 1988
  - Malaiseana Miller, 1954
  - Nyllius Stål, 1859
  - Paranyllius Miller, 1954
  - Tapirocoris Miller, 1954
  - Yangicoris Cai, 1995
- Tribus: Ectinoderini Stål, 1859
  - Amulius Stål, 1866
  - Ectinoderus Westwood, 1845
- Tribus: Euagorasini Distant, 1904
  - Euagoras Burmeister, 1835
  - Renicoris Wang, Chen, Zhao & Cai, 2023
- Tribus: Harpactorini Amyot & Audinet-Serville, 1843
  - Abelamocoris Miller, 1958
  - Acanthischium Amyot & Serville, 1843
  - Acholla Stål, 1862
  - Aga Distant, 1910
  - Agrioclopius Stål, 1866
  - Agriolestes Stål, 1866
  - Agriosphodrus Stål, 1866
  - Agyrius Stål, 1863
  - Alcmena Stål, 1859
  - Alcmenoides Miller, 1953
  - Ambastus Stål, 1872
  - Amphibolus Klug, 1830
  - Analanca Miller, 1955
  - Anyttus Stål, 1865
  - Aphonocoris Miller, 1950
  - Aprepolestes Stål, 1868
  - Arcesius Stål, 1863
  - Arilus Hahn, 1831
  - Aristathlus Bergroth, 1913
  - Astinus Stål, 1859
  - Atopozelus Elkins, 1954
  - Atrachelus Amyot & Serville, 1843
  - Aulacoclopius Breddin, 1903
  - Aulacosphodrus Stål, 1870
  - Australcmena Miller, 1958
  - Austrarcesius Miller, 1957
  - Austrovelinus Malipatil, 1991
  - Authenta Bergroth, 1894
  - Baliemocoris Miller, 1958
  - Bequaertidea Schouteden, 1932
  - Bergrothellus Miller, 1954
  - Bettotanocoris Miller, 1954
  - Bewanicoris Miller, 1958
  - Biasticus Stål, 1866
  - Blapton Spinola, 1850
  - Bocatella Villiers, 1948
  - Brassivola Distant, 1904
  - Breddinia Bergroth, 1903
  - Bubiacoris Miller, 1959
  - Bukacoris Miller, 1958
  - Butuanocoris Miller, 1953
  - Callanocoris Villiers, 1960
  - Callilestes Villiers, 1960
  - Callistodema Reuter, 1890
  - Campsolomus Stål, 1870
  - Camptibia Cai & Tomokuni, 2003
  - Campylorhyncha Stål, 1870
  - Carmenula Maldonado, 1992
  - Castolus Stål, 1858
  - Catasphactes Stål, 1866
  - Cerellius Distant, 1903
  - Chaetacantha Bergroth, 1895
  - Chenicoris Chen & Cai, 2020
  - Chondrolophus Bergroth, 1895
  - Cidoria Amyot & Serville, 1843
  - Coilopus Elkins, 1969
  - Coliniella Schouteden, 1932
  - Colpochilocoris Reuter, 1881
  - Coniophyrta Breddin, 1912
  - Coranopsis Horváth, 1892
  - Coranus Curtis, 1833
  - Corcia Stål, 1859
  - Corhinoris Villiers, 1953
  - Cosmoclopius Stål, 1866
  - Cosmolestes Stål, 1866
  - Cosmosycanus Ishikawa & Tomokuni, 2004
  - Cydnocoris Stål, 1866
  - Debilia Stål, 1859
  - Diarthrotarsus Bergroth, 1905
  - Dinocleptes Stål, 1866
  - Doldina Stål, 1859
  - Domnus Stål, 1858
  - Dumbia Schouteden, 1932
  - Ecelenodalus Elkins & Wygodzinsky, 1957
  - Elemacoris Miller, 1958
  - Elongicoris Hidaka & Miller, 1959
  - Endochiella Hsiao, 1979
  - Endochopsis Hsiao, 1979
  - Endochus Stål, 1859
  - Epidaucus Hsiao, 1979
  - Epidaus Stål, 1859
  - Erbessus Stål, 1872

- - Euagoropsis Hsiao, 1979
  - Eulyes Amyot & Serville, 1843
  - Eurocconota Miller, 1941
  - Eurosomocoris Miller, 1941
  - Fitchia Stål, 1859
  - Flexitibia Zhao, Minhlan Pham, Xuan Lam Truong & Cai, 2014
  - Floresocoris Miller, 1958
  - Gattonocoris Miller, 1957
  - Gminatellus Miller, 1957
  - Gminatus Stål, 1859
  - Gonteosphodrus Cheesman, 1935
  - Gorareduvius Malipatil, 1991
  - Graptocleptes Stål, 1866
  - Graptoclopius Stål, 1866
  - Graptolestes Stål, 1866
  - Haematochares Stål, 1855
  - Hagia Stål, 1863
  - Hagiana Miller, 1958
  - Haplolestes Bergroth, 1913
  - Harpactor Laporte, 1833
  - Harpactorella Wygodzinsky, 1946
  - Harpagocoris Stål, 1853
  - Harrisocoris Miller, 1959
  - Havinthus Stål, 1859
  - Hediocoris Reuter, 1882
  - Helonotus Amyot & Serville, 1843
  - Heterocorideus Schouteden, 1952
  - Heza Amyot & Serville, 1843
  - Hiranetis Spinola, 1840
  - Homalosphodrus Stål, 1866
  - Hoplomargasus Horváth, 1914
  - Hoplopium Bergroth, 1910
  - Igora Hesse, 1925
  - Iocoris Zhao, Luo & Cai, 2009
  - Iquitozelus Berenger, 2003
  - Irantha Stål, 1861
  - Iranthoides Miller, 1959
  - Ischnoclopius Stål, 1868
  - Ischnolestes Stål, 1866
  - Isocondylus Amyot & Serville, 1843
  - Isyndus Stål, 1858
  - Ixopus Bergroth, 1913
  - Jeanneliella Schouteden, 1932
  - Kalabitocoris Miller, 1941
  - Kalonotocoris Miller, 1941
  - Kaniama Schouteden, 1952
  - Keiserocoris Miller, 1957
  - Kibatia Schouteden, 1932
  - Kibonotocoris Miller, 1953
  - Komodocoris Miller, 1954
  - Lamottellus Villiers, 1948
  - Lamprosphodrus Stål, 1840
  - Lanca Distant, 1906
  - Leptolestes Bergroth, 1906
  - Lerton Schouteden, 1952
  - Lestonicoris Villiers, 1967
  - Liangcoris Zhao, Cai & Ren, 2007
  - Lindus Stål, 1862
  - Lingnania China, 1940
  - Lissocleptes Stål, 1870
  - Loboplusius Bergroth, 1909
  - Lophocephala Laporte, 1833
  - Lopodytes Stål, 1853
  - Luja Schouteden, 1911
  - Macracanthopsis Reuter, 1881
  - Mafulucoris Miller, 1958
  - Makilingana Miller, 1953
  - Maldonadocoris Zhao, Yuan & Cai, 2006
  - Mametocoris Miller, 1956
  - Margasus Stål, 1858
  - Marjoriana Berenger, 2007
  - Massartia Schouteden, 1952
  - Mastigonomus Bergroth, 1894
  - Mastocoris Miller, 1959
  - Mastostethocoris Miller, 1958
  - Mecistocoris Reuter, 1877
  - Microcarenus Bergroth, 1895
  - Mireella Villiers, 1967
  - Mireicoris Villiers, 1967
  - Mokoto Schouteden, 1952
  - Montina Amyot & Serville, 1843
  - Moto Schouteden, 1932
  - Motoperius Tordo, 1958
  - Mucrolicter Elkins, 1962
  - Myocoris Burmeister, 1835
  - Myrmicella Chlond & Banar, 2013
  - Nacorus Villiers, 1948
  - Nacurosana Miller, 1954
  - Nagusta Stål, 1859
  - Nagustoides Miller, 1953
  - Nannotegea Miller, 1953
  - Nanyukicoris Miller, 1959
  - Narsetes Distant, 1903
  - Neoarcesius Miller, 1958
  - Neobiasticus Miller, 1958
  - Neocydnocoris Miller, 1953
  - Neohavinthus Malipatil, 1991
  - Neonagusta Ambrose & Vennison, 1992
  - Neosphedanolestes Miller, 1958
  - Neotropiconyttus Kirkaldy, 1909
  - Neoveledella Malipatil, 1991
  - Neovelinus Miller, 1958
  - Neovillanovanus Ambrose & Vennison, 1991
  - Nesocastolus Bruner & Barber, 1937
  - Nicrus Stål, 1863
  - Nothocleptes Miller, 1959
  - Notocyrtus Burmeister, 1835
  - Occamus Distant, 1909
  - Odontogonus Bergroth, 1904
  - Oedemanota Miller, 1957
  - Orbella Maldonado, 1987
  - Pahabengkakia Miller, 1941
  - Palawanocoris Miller, 1953
  - Paloptus Stål, 1861
  - Paniaia Miller, 1958
  - Panthous Stål, 1863
  - Pantoleistes Stål, 1853
  - Paracydnocoris Miller, 1953
- Tribus: Rhaphidosomatini Distant, 1904
  - Hoffmannocoris China, 1940
  - Leptodema De Carlini, 1892
  - Rhaphidosoma Amyot & Serville, 1843
  - Vibertiola Horváth, 1909

Het volgende geslacht is niet in een van de geslachtengroepen ingedeeld :
- Hammatoscelis Signoret, 1860